# 나데즈다 카르포바
나데즈다 알렉세예브나 카르포바(러시아어: Надежда Алексеевна Карпова, 1995년 3월 9일 ~ )는 러시아의 여자 축구 선수이다. 포지션은 공격수이며, 현재는 스페인 프리메라 디비시온 페메니나의 세비야 FC 페메니노 소속으로 활동하고 있다.

## 클럽 경력
야로슬라블에 위치한 학교에서 축구를 시작했으며 2011년부터 2012년까지 로시얀카 청소년 클럽 소속으로 활동했다. 2014년 5월에 조르키 크라스노고르스크와 프로 선수 계약을 체결하면서 쳄피오나트 로시 포 푸트볼루 스레디 젠신 무대에 데뷔했다. 2015년부터 2017년까지 체르타노보 소속으로 활동했고 2016 쳄피오나트 로시 포 푸트볼루 스레디 젠신 시즌에서 8골을 기록하여 리그 득점왕에 오르는 영예를 안았다.
2017년 9월 20일에 스페인 프리메라 디비시온 페메니나 소속 여자 축구 클럽인 발렌시아와의 계약을 체결했으며 리그 24경기에 출전하여 3골을 기록했다. 2019년 1월 4일에 세비야로 이적했다.

## 국가대표 경력
2012년부터 2014년까지 러시아 여자 U-19 축구 국가대표팀 선수로 활동하면서 21경기에서 8골을 기록했다. 2016년 6월 2일에 열린 터키와의 UEFA 여자 유로 2017 예선 홈 경기에 처음 출전하여 러시아 여자 축구 국가대표팀 선수로 데뷔했고 해당 경기에서 1골 1도움을 기록하면서 러시아의 2-0 승리에 기여했다. 네덜란드에서 개최된 UEFA 여자 유로 2017에서는 조별 예선 3경기에 모두 교체 출전했으나 러시아는 조별 예선에서 1승 2패를 기록하면서 탈락했다.